# Kateřina z Ludanic
Kateřina z Ludanic (* 1565?, Helfštýn – 22. června 1601, Českém Krumlově) byla česká renesanční šlechtična, manželka Petra Voka z Rožmberka.

## Původ

Erb pánů z Ludanic

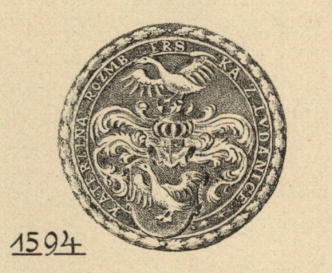
Pečeť Kateřiny Rožmberské z Ludanic z roku 1594 (reprodukce V. Krále z Dobré Vody, 1884)

Jejím otcem byl Václav z Ludanic a matkou Johanka Meziříčská z Lomnice. Její otec brzy zemřel († 1571) a mladá Kateřina se dostala do poručnictví Zachariáše z Hradce, v té době hejtmana Markrabství moravského.

## Život
Dne 14. února 1580 se na bechyňském zámku provdala za Petra Voka z Rožmberka. V té době jí bylo 14 nebo 15 let a Petru Vokovi téměř 41 let. Jejich manželství nebylo šťastné, zejména pro velký věkový rozdíl manželů a také rozdílnost povah. Přesto ji Petr Vok, dle dopisů, velmi miloval.
U Kateřiny se později projevila duševní porucha. Zemřela 22. června 1601 na českokrumlovském zámku ve věku 35 let. Manželství bylo bezdětné. Je pohřbena v rožmberské rodinné hrobce ve Vyšším Brodě.
Kateřinou z Ludanic vymřel rod pánů z Ludanic i po přeslici.

## Zajímavosti
- Její obraz i obraz jejího manžela se nachází v lobkovické zámecké galerii na zámku v Roudnici nad Labem.

- Životní příběh (včetně příběhu jeho manželství) Petra Voka posloužil i jako námět pro dva české filmy Svatby pana Voka a Pan Vok odchází, kde je pojednán s velkým zjednodušením i nadsázkou a humornou veseloherní formou (licentia poetica).